# Somatochlora dido
Somatochlora dido – gatunek ważki z rodziny szklarkowatych (Corduliidae).